# Gigondas
Gigondas è un comune francese di 570 abitanti situato nel dipartimento della Vaucluse della regione della Provenza-Alpi-Costa Azzurra.

## Società

### Evoluzione demografica
Abitanti censiti

## Immagini di Gigondas

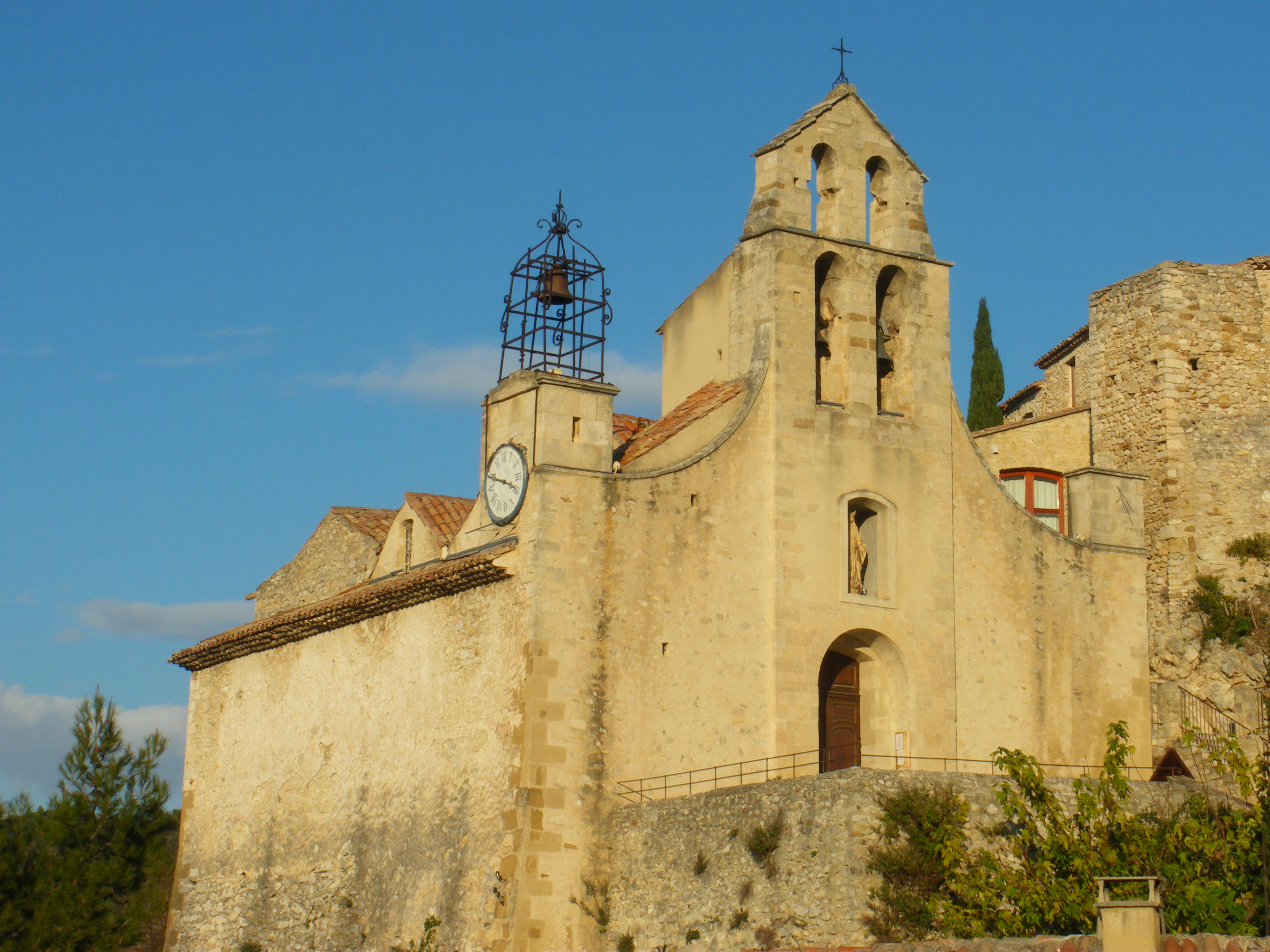
Chiesa di Gigondas.
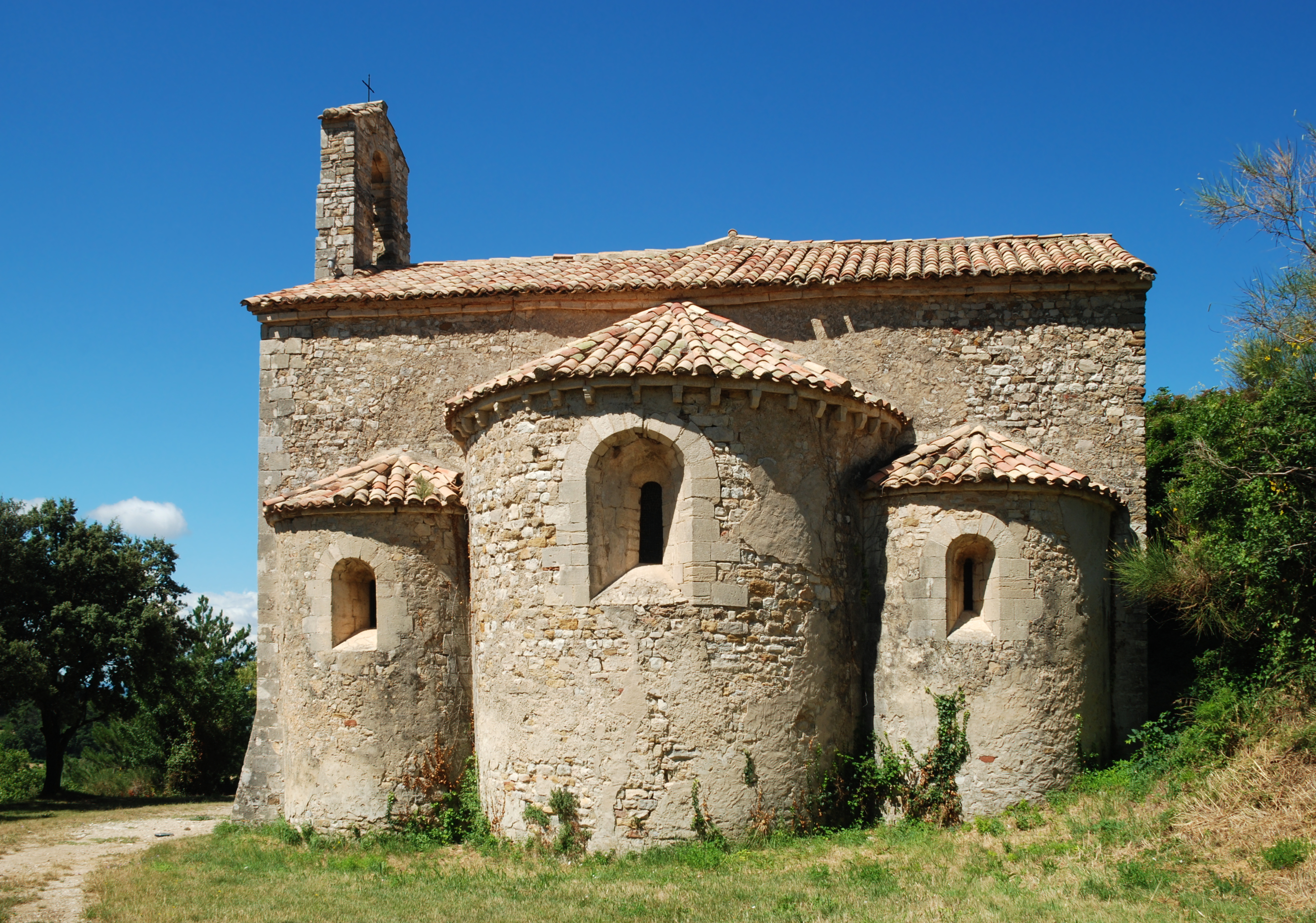
Cappella dei Santi Cosma e Damiano a Gigondas.